# Krister Jacobsen
Krister Jacobsen (født 31. marts 1987 i Viborg) er en dansk professionel speedwaykører, der i 2011 kører for KSM Krosno i Polen og for Grindsted Speedway Klub i den danske superliga samt for Randers Lions i den danske 1. division.
Krister Jacobsens far Svend Jacobsen er formand for Speedway Kommissionen under Danmarks Motor Union.